# 탄성파
탄성파(elastic wave, 彈性波)는 탄성 매질 내에서 매질의 교란 상태 변화로 인해 에너지가 전달되는 파동이다.

## 예제
그릇을 바닥에 떨어뜨렸을 때, 바닥에 맨 처음으로 닿은 그릇의 부분에서 제일 먼저 균열이 생기고, 시간이 가면 갈수록 그 균열이 그릇의 둘레부분까지 퍼져나가 '쨍그랑'하는 소리와 함께 깨지는 현상에서
여러 가지 탄성파들을 찾아낼 수 있다.
(1)그릇과 바닥의 충돌로 인해 생긴 물리적 에너지가 '맨 처음으로 바닥에 닿은 그릇의 부분'에서 '그릇의 둘레부분'까지 전달되는 현상,
(2)그릇과 바닥의 충돌로 인해 그릇이 진동하고, 이로 인해 소리에너지가 발생하여 사방으로 퍼지는 현상,
(3)그릇과 바닥의 충돌로 인해 극소량의 빛 에너지가 발생하여 사방으로 퍼지는 현상
(4)그릇과 바닥의 충돌로 인해 극소량의 열 에너지가 발생하여 사방으로 퍼지는 현상 등등.
이 현상들은 모두 그릇이라는 탄성 매질 내에서 그릇의 상태 변화로 인해 어떤 에너지가 발생했고, 그 에너지가 탄성파를 통해 주위로 전달되었다.

## 성질
탄성파의 매질은 기체,액체,고체 중에 반드시 하나이다. 즉, 탄성파의 매질은 '분자'로 이루어져 있다. 그러므로 탄성파의 매질은 물리적인 형태가 매우 미세하게라도 결국은 있어야 한다.

## 종류
탄성파의 종류로는 대표적으로 지진파, 음파 등이 있다.